# Космодемьянский сельский округ (Московская область)
Космодемьянский сельский округ — упразднённая административно-территориальная единица, существовавшая на территории Рузского района Московской области в 1994—2006 годах.
Космодемьянский сельсовет был образован 28 марта 1977 года в составе Рузского района Московской области. В сельсовет вошла территория Колодкинского с/с, а также селения Абакумово, Архангельское, Берёзкино, Головинка, Грибцово, Дворики, Землино, Кантемирово, Купля, Мишинка, Петрищево, Строганка, Усадково, Шелковка, Ястребово и посёлок Космодемьянский упразднённого Шелковского с/с.
3 февраля 1994 года Космодемьянский с/с был преобразован в Космодемьянский сельский округ.
27 апреля 2002 года в Космодемьянском с/о была упразднена деревня Купля.
13 ноября 2003 года в Космодемьянском с/о к деревне Петрищево был присоединён посёлок Тарусского торфопредприятия.
В ходе муниципальной реформы 2004—2005 годов Космодемьянский сельский округ прекратил своё существование как муниципальная единица. При этом все его населённые пункты были переданы в сельское поселение Дороховское.
29 ноября 2006 года Космодемьянский сельский округ исключён из учётных данных административно-территориальных и территориальных единиц Московской области.